# Albadas

## Castilla
Las albadas, o canciones de boda, son interpretaciones que se realizan en honor de los recién casados justo antes del comienzo del banquete nupcial, normalmente una cena. Son típicas de las poblaciones de la provincia de Soria perteneciente a la comunidad autónoma de Castilla y León en España. También se las conoce por otros nombres como garzonías, barzonías, albahadas, serenatas, enhorabuenas, rondas, cantaretes o meinates.
En sus orígenes se interpretaban en diferentes eventos festivos y sociales como romerías, carnaval, entrada de la primavera (las marzas), canciones de pastor, viajes, alboradas o incluso las canciones de bienvenida que se cantaban a los funcionarios llegados a los pueblos.
Son piezas líricas tradicionales que fueron recogidas en cancioneros y que originalmente estaban en gallego y luego fueron traducidas al castellano. Fueron base para posteriores desarrollos por parte de poetas y escritores cultos como Lope de Vega que las utilizó en sus obras teatrales. Su origen parece está ligado al zéjel (que fue llamado en Castilla villancico) desarrollado por Mucádam de Cabra, musulmán del siglo X.
En muchos casos las canciones se realizaban en rondas por las casas del pueblo y se iba en grupos, en algunas ocasiones de chicos y de chicas, recolectando la llamada gallofa, vianda que se da para la realización posterior de una merienda o cena. Las letras de estas composiciones son claras y mantiene el mensaje directo para comunicar la finalidad que buscan, por ejemplo:

 A esta puerta hemos llegado
con intención de cantar
si no quieren que cantemos
nos volveremos pa´tras

### Ejemplos de albadas
Como ejemplos ilustrativos de las albadas podemos mostrar varias estrofas de dos de ellas, la de Mazaterón y la de Tardelcuende.
Albada de Mazaterón

Buenas noches caballeros
Y viva la gente honrada
Con permiso de ustedes

Vamos a cantar la albada.
Hemos tenido noticias
de que os habéis casado
mis compañeros y yo
la enhorabuena os damos.
Esta mañana temprano
después de salir el sol
os marchasteis a la Iglesia
a hacer vuestra confesión.

Albada de Tardelcuende

Paso entre paso venimos
Paso entre paso llegamos
A darle la enhorabuena
A estos dos recién casados.
Echaré mi bien llegada
Porque he llegado el primero
Manzanita colorada
Cogida en el mes de enero.
Echaré mi bien llegada
Ya que he llegado el segundo
Manzanita colorada

## Comunidad valenciana y Aragón
En la Comunidad Valenciana son tradicionales las albadas de Navidad, ejecutadas fundamentalmente en el área del antiguo Obispado de Segorbe. Suelen ser versos de arte menor, octosílabos y sextasílabos. Se conserva la tradición en Ademuz y la mayor parte de poblaciones de su comarca, el Rincón de Ademuz. Se canta primero la albada del Niño', le sigue la del Sr. Alcalde, luego la del Sr. Cura y se acaba con la del Cuartel de la Guardia Civil. Más recientemente se ha añadido la albada de la Residencia de la tercera edad.

Albadas del Rincón de Ademuz

Albadas de Navidad
de José Hernández 'El Mateo', Ademuz

Voy a empezar esta albada/ con la ilusión de cantar/ tengo setenta y tres años/ y me puedo equivocar.
Ya se acerca Navidad,/ hermosa, fría y con hielo,/ le cantaremos al niño/ con mucho gusto y anhelo.
De las albadas del pueblo/ la más maja es la del niño,/ la cantan en Nochebuena/ en las agradas los quintos.
Para empezar esta albada/ empezaré por María,/ por San José y por el niño/ y una estrella que me guía.
La Virgen tiene al niño/ y San José los pañales,/ que los ha secao en la lumbre/ con aliagas y jarales. 
La Virgen y San José/ están guardando la cuna,/ que ha nacido el niño Dios/ entre las doce y la una. 
Sopas le dieron al niño,/ no se las quiso comer,/ como estaban calentitas/ se las comió San José.
El niño Dios se ha perdido/ y en Ademuz no aparece,/ tendremos que ir al río/ que estará cogiendo peces.
El niño Jesús los coge/ y los lava San José,/ luego la Virgen María/ los guisa para comer.
Ha nacido el Mesías/ y tiene mucha bondad,/ estoy cantando la albada/ en la hermosa Navidad.
Abrir las puertas del templo/ abiertas de par en par,/ vienen los quintos de este año/ y la albada van a echar.
Las albadas de Ademuz/ son muy majas de escuchar,/ las cantan en Nochebuena/ los quintos en el Rabal.
En el pueblo de Ademuz/ conservamos las costumbres,/ de cantar nuestras albadas/ a la calor de la lumbre.
Los quintos en esta noche/ cuanto van a disfrutar/ ellos cantarán albadas/ pasacalle y a cobrar.
Desde los tiempos lejanos/ se han cantado las albadas,/ con bandurrias y guitarras/ los quintos en las agradas.
La gente ya está nerviosa/ cuando suenan las guitarras,/ para oír cantar los quintos/ las albadas de esta tierra.
En la puerta de la iglesia/ se oyen cantar los jilgueros,/ todos guardamos silencio/ es cosa de ademuceros.
Se despide la rondalla,/ también los que han cantado,/ que nos echen un aplauso/ la albada ya ha terminado.
Adiós Virgen de la Huerta,/ adiós piezas del Tablao,/ adiós a mi madre querida/ que ya me marcho a soldado.
María bendita seas/ porque tú bendita eres,/ en el Cielo y en la tierra/ y entre todas las mujeres.
Ya nos vamos despidiendo/ de San José y de María,/ del niño recién nacido/ y la estrella que me guía.  

Al río Turia
de José Hernández 'El Mateo', Ademuz

Ya entra el Turia en Ademuz/ y en el barrio del Molino,/ a veces entra al Tablao/ y también al Remolino.
El Turia besa la huerta,/ Soto, Botiar y Guerrero,/ en la Vega se remansa,/ pasa el Molino corriendo.
Luego pasa por la Serna,/ también por los Arenales,/ en la Fresnera y la Balsa/ terminan nuestros bancales.
Quisiera explicar las frutas/ que crían nuestros bancales,/ esperiegas y cerezas/ y también peras tendrales.
En la clase de ciruelas/ hay bastantes variedades,/ tenemos ciruelas claudias/ y los gruñones urdiales.
En las huertas de Ademuz,/ se crían buenas adazas,/ del grano se hace harina,/ de la harina se hacen gachas.
Sobre todo en Ademuz,/ cuando llega el matacerdo,/ desayunan con cazalla/ y con cabezón del cerdo.
Luego comemos gachas/ con tajadas en caldero/ preparamos una salsa/ y ajo picado en mortero.
También se prepara el cate,/ con carnes y con pebrera,/ para beber muy a gusto/ el vino en la puchera.
Como en el Rincón de Ademuz, en Aragón las albadas se cantaban también de camino a las faenas agrícolas, se dice que Se van cantando albadas, y vuelven cantando jotas.